# Марс-6

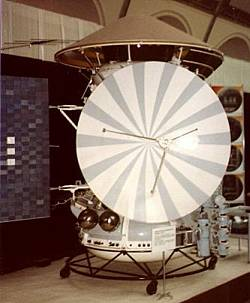

«Марс-6» — радянська автоматична міжпланетна станція з серії КА «Марс», відправлена до Марса 5 серпня 1973 року. Було запущено чотири АМС, призначених для вивчення планети. До групи входили апарати «Марс-4» і «Марс-5», які повинні були вийти на орбіту Марса і забезпечувати зв'язок із посадочними модулями, що несли АМС «Марс-6» і «Марс-7».

## Технічна характеристика
Вага станції з посадочним модулем становила 3260 кг.
Маса модуля спуску становила 635 кг.

## Перебіг космічної експедиції
АМС досягла орбіти Марса 12 березня 1974 року. На відстані 48 000 кілометрів апарат приземлення відокремився від переносного модуля, що залишився на орбіті Марса і пройшов на відстані 1600 кілометрів від поверхні планети.
Апарат приземлення увійшов до атмосфери червоної планети о 09:05:53 зі швидкістю 5,6 км/с. Парашут розкрився о 09:08:32, уповільнивши падіння до швидкості 600 м/с. На цей час апарат збирав дані по планеті і передавав на орбітальний модуль, для негайної ретрансляції на Землю. О 09:11:05 у момент спрацьовування гальмівних двигунів на швидкості 61 м/с зв'язок з планетним модулем був втрачений.
Марс-6 приземлився в регіоні Margaritifer Terra (район в південній півкулі Марса).
Модуль спуску передавав інформацію 224 секунди, доки зв'язок не перервався. Велика частина даних залишилася непрочитана через помилки в електроніці, що з'явилися в ході польоту до Марса.